# Auto de infração
Auto de infração é um documento lavrado de ofício por agente público competente ao ser constatada alguma infração à determinada legislação. Conforme a natureza da norma infringida, os autos podem ser de diversos tipos: auto de infração de trânsito, tributário, ambiental, entre outros.

## Auto de infração tributário
Em direito tributário, o auto de infração é  lavrado por auditor fiscal, que a partir daí, instaura um  processo administrativo de apuração e aplicação da penalidade à lei fiscal, muitas vezes podendo vir acompanhado de termo de apreensão e, se for o caso, de termo de guarda fiscal.
O auto de infração sujeitará o infrator a um procedimento administrativo, no qual será exigido o efetivo pagamento do tributo e da correspondente penalidade, além da aplicação da sanção prevista na lei penal, caso a infração constatada seja tipificada como crime, a ser apurado e decidido através de um processo judicial.
A pena de ilícitos tributários, caracterizados como sonegação, pode variar de reclusão de dois a cinco anos, além da multa, que pode atingir até 225%
.